# 阿卜杜勒·卡迪尔
阿卜杜勒·卡迪尔·达格尔瓦勒（普什圖語：‎；1944年—2014年4月22日），是阿富汗空軍上校，曾在1978年率領阿富汗空軍中隊發起四月革命並且攻擊廣播站。

## 外部連結
- Abdul Qadir Dagarwal's obituary （页面存档备份，存于） （波斯文）